# رت پک

رت پک (Rat Pack) نام گروهی غیررسمی از سرگرم‌کنندگان و هنرمندان بود که در هتل کازینوی ریویرا لاس وگاس دور هم جمع می‌شدند. ریشه گروه آن‌ها در دوستانی بود که در لس آنجلس در خانه هامفری بوگارت و لارن باکال با هم آشنا شدند. دیگر اعضای این گروه عبارت بودند از فرانک سیناترا، دین مارتین، سامی دیویس جونیور و پیتر لافورد و جویی بیشاپ.
این گروه اغلب در لاس وگاس برنامه داشت و برنامه‌های این گروه یکی از دلایلی بود که آن شهر تبدیل به یک مکان محبوب برای تفریح و نمایش شد.
گروه رت پک چند فیلم با یکدیگر بازی کردند که از آن‌جمله می‌توان یازده یار اوشن (۱۹۶۰)، مأمور شماره سه (۱۹۶۲) و رابین و هفت هود (۱۹۶۴) را نام برد. از سیناترا، مارتین و دیویس به عنوان اعضای مهم گروه نام برده می‌شود.
ورژن بعد از بوگارتِ گروه (بوگارت در سال ۱۹۵۷ درگذشت) هیچگاه از طریق اعضایش با نام رت پک صدا نشد. رت پک عبارتی بود که توسط روزنامه‌نگاران و افراد خارجی استفاده می‌شد؛ البته که آخرین اسم گروه نیز باقی ماند.
بعضی اوقات، هرگاه عضوی از گروه برنامه اجرا داشت، باقی اعضای گروه نیز به یکباره حضور می‌افتند و هیجان بسیاری را میان مردم حاضر ایجاد می‌کردند که در قبال آن بازدیدها نیز بیشتر می‌شد. آن‌ها تقریباً تمام بلیت‌های مربوط به اجراهایی که حاضر بودند را فروختند و مردم به نحو شگفت‌انگیزی به لاس وگاس سرازیر می‌شدند و گاهی اوقات وقتی اتاق پیدا نمی‌کردند در ماشین‌ها و لابی هتل‌ها می‌خوابیدند فقط بدین خاطر که اجرای گروه رت پک را تجربه کنند.

## سال‌های آخر
در سال ۱۹۸۱، دین مارتین و سامی دیویس جونیور، با هم در فیلم "پرتاب گلوله‌های توپ" بازی کردند و با اضافه شدن سیناترا در "پرتاب گلوله‌های توپ ۲" بازی کردند. این آخرین باری بود که هر سه آن‌ها در یک فیلم با هم بازی کردند.

## یادواره
در دسامبر ۱۹۸۷ در رستوران چیسن در لس آنجلس، سیناترا، مارتین و دیویس یک تور ۲۹ روزه را با نام «دوباره با هم» معرفی کردند. در کنفرانس خبری مارتین دربارهٔ کنسل کردن تور شوخی می‌کرد و سیناترا هم وقتی خبرنگاری از عبارت رت پک استفاده کرد به او با «اون عبارتِ مسخره» تذکر داد.
پسر دین مارتین، دین پاول مارتین در مارس ۱۹۸۷ در سقوط هواپیما در کوه سن گورگونیو در کالیفرنیا کشته شد؛ دقیقاً همان کوهی که مادر سیناترا، دالی نیز در سقوط هواپیما ده سال پیش از این واقعه کشته شد. مارتین پس از آن بیش از پیش وابسته به الکل و داروها شد. دیوید هم دو سال قبل عمل جراحی داشت و بخاطر مصرف کوکایینِ دیویس، از سیناترا فاصله گرفت. دیویس همچنین مشکلات مالی ای را تجربه می‌کرد و توسط افراد سیناترا به او قول داده شد که می‌توان چیزی بین ۶ الی ۸ میلیون دلار از این تور کسب کند.
مارتین از سال ۱۹۸۴ هیچ ضبط آهنگ یا فیلمی نداشت و سیناترا به دیویس گفت که احساس می‌کند این تور می‌تواند برای مارتین خوب باشد. سیناترا و دیویس همچنان به صورت منظم اجرا می‌کردند ولی مدت‌ها بود که هیچ ضبطی نداشتند. هر دوی سیناترا و مارتین آخرین حضور فیلمی‌شان را با هم در پرتاب گلوه توپ ۲ در سال ۱۹۸۴ داشتند؛ فیلمی که دیویس نیز در آن نقش داشت. این پس از فیلم رابین و هفت هود (۱۹۶۴) اولین فیلمی می‌شد که هر سه آن‌ها حضور دارند. مارتین نگران این بود که ایا مردم مثل قدیم حضور پیدا می‌کنند یا خیر.
با حضور ۱۴۵۰۰ نفره مردم، دیویس اجرا را شروع کرد و پس از آن به ترتیب مارتین و سیناترا اضافه شدند؛ پس از مدتی آن سه با هم آهنگ‌هایی را اجرا کردند. در حین اجرا، مارتین یک سیگار را به سمت تماشاگران پرت کرد. مارتین پس از پنج اجرا از تور با دلیل رسمی بیان شده به صورت مشکل کلیه خارج شد.